# Valeriana ruizlealii
Valeriana ruizlealii är en kaprifolväxtart som beskrevs av Borsini. Valeriana ruizlealii ingår i släktet vänderötter, och familjen kaprifolväxter. Inga underarter finns listade i Catalogue of Life.